# Inn i evighetens mørke
Albums de Dimmu Borgir
For All Tid
Inn i evighetens mørke est le nom du premier EP du groupe de black metal symphonique norvégien Dimmu Borgir. Ce 45-tours a été enregistrée pendant l'année 1994 et est sorti chez Necromantic Gallery Productions. Les paroles sont chantées en norvégien, langue natale du groupe.
Raabjørn speiler draugheimens skodde figure également sur leur premier album studio For All Tid, une version réenregistrée de ce titre apparaît sur l'album Enthrone Darkness Triumphant et sur leur EP Godless Savage Garden.
Inn i evighetens mørke del I et II figurent sur la réédition de 1997 de l'album For All Tid.

## Composition
- Shagrath : Chant et batterie
- Silenoz : Guitare et chant
- Tjodalv : Guitare
- Brynjard Tristan : Basse
- Stian Aarstad : Claviers

## Liste des titres
1. Inn I Evighetens Mørke (Del I) 5:25
2. Inn I Evighetens Mørke (Del II) 2:06
3. Raabjørn Speiler Draugheimens Skodde 4:58